# S-75

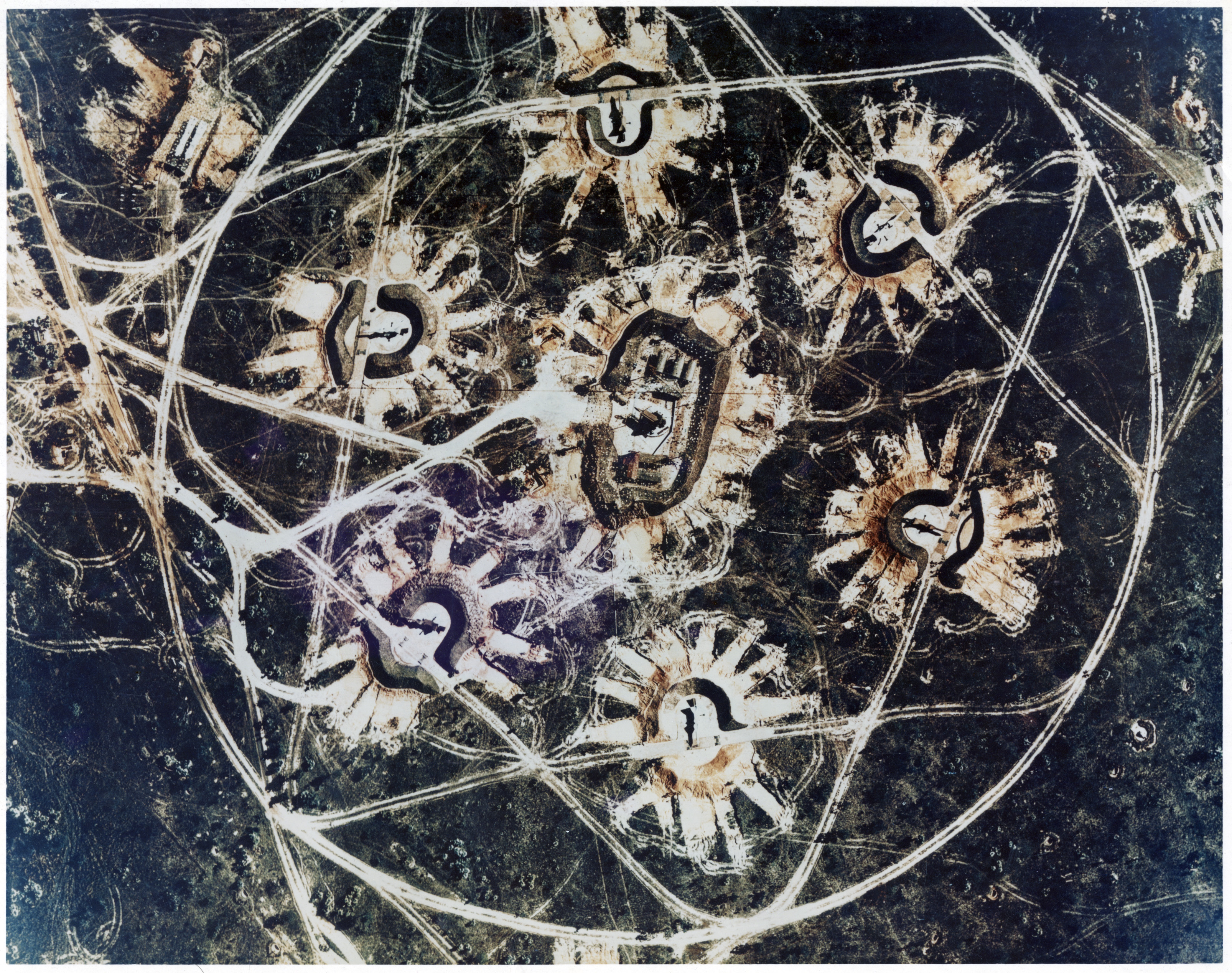
Luftbild einer S-75-Raketenstellung auf Kuba, 1962; Diese charakteristische Form war für die gegnerische Luftaufklärung leicht zu erkennen. Die Nordvietnamesen gaben deshalb später diese Form auf.

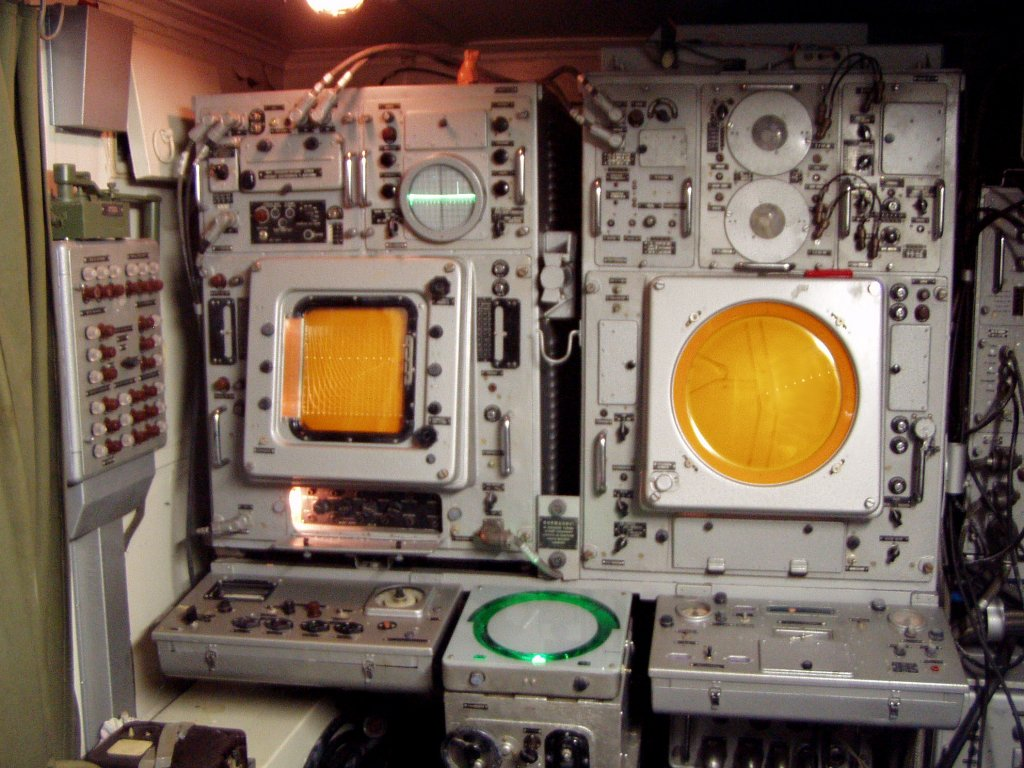
Sichtgeräte des sowjetischen P-12-Suchradars für den FlaRak-Komplex S-75

Das S-75 Dwina (NATO-Codename: SA-2 Guideline) ist ein Flugabwehrraketenkomplex, der in den 1950er Jahren in der Sowjetunion entwickelt wurde. Er ist bis heute im Einsatz und eines der am weitesten verbreiteten und genutzten Flugabwehrsysteme.

## Geschichte
Das Flugabwehr-Raketensystem wurde nach den russischen Flüssen Dwina, Desna bzw. Wolchow (russisch С-75 Двина, Десна bzw. Волхов) benannt. Die Entwicklung des Systems startete im November 1953 durch das Almas-Konstruktionsbüro unter Boris Bunkin, die Rakete selbst wurde vom Entwicklungsbüro Fakel unter Leitung von Pjotr Gruschin entwickelt. Die Waffe sollte hochfliegende britische und amerikanische Bomber wie die B-52 abfangen können. Testflüge wurden ab 1955 durchgeführt. Das System wurde 1957 als einsatztauglich eingestuft und ab 1959 in Dienst gestellt. Die S-75 wurde als preiswertere Rakete entwickelt, die anstelle der aufwändigen S-25 in vielen Regionen stationiert werden konnte.
Das komplette System aus Raketen, Radar und anderen Geräten kann auf Fahrzeugen und Anhängern transportiert werden. Die typische Batterie bestand aus sechs Startern, einem RSNA75-Radargerät und mehreren mobilen Generatoren. Wegen des begrenzten Auffassungsbereichs des RSNA75-Radars wurden Zieldaten zunächst von leistungsstärkeren Geräten wie dem P-12-Radar erfasst und an die S-75-Batterie per Drahtverbindung weitergemeldet.
1958 wurden die ersten fünf Batterien mit 62 Raketen an die Volksrepublik China geliefert. Zum Höhepunkt der S-75-Verbreitung 1969 hatte die Sowjetunion über 800 Raketenbatterien auf ihrem Staatsgebiet installiert.
Ab 1961 wurde die modernisierte Version S-75M eingeführt und ab 1962 in Dienst gestellt. Verbessert wurde vor allem das Radarsystem, das nun besser mit Gegenmaßnahmen wie Düppel und Störsender umgehen konnte.

## Funktionsweise
Das System S-75 besteht aus zweistufigen radargelenkten Raketen vom Typ W-75, dem Frühwarnradar P-12 Jenissei (NATO-Codename: Spoon Rest) mit einer Reichweite von bis zu 275 km und dem Feuerleitradar RSNA-75 (NATO-Codename: Fan Song), Reichweite 60–145 km.
Eine Bodenstation fasst das Ziel per Radar auf und lenkt die Rakete über Funkbefehle. Die Bodenstation besteht aus den Einheiten UW (zur Steuerung der Raketen), RW (zur Stromversorgung), PW (Antennenanlage zur Signalübermittlung an die Rakete), AW (enthält die meisten elektronischen Bauteile der Anlage) und ZÄF (zur Unterscheidung von Freund- oder Feindflugzeugen auf dem Radar). In der UW arbeiten ein Feuerleitoffizier, der Schießende (als Befehlshaber), zwei Planzeichner und drei Funkorter.
Das Leitsystem kann nur ein Ziel auf einmal erfassen und mit bis zu drei Raketen bekämpfen. Um Ausweichmanövern des Piloten zu begegnen, wird meist ein Abstand von sechs Sekunden zwischen den Starts gewählt. Erst nach dem Ende der Flugzeit können neue Raketen gestartet oder ein neues Ziel erfasst werden.
Typischerweise besteht eine Stellung aus sechs Raketenstartern mit je einer Rakete, die im Abstand von etwa 100 m im Sechseck angeordnet sind. In der Mitte befinden sich die Radar- und Kontrollsysteme sowie sechs weitere Raketen zum Nachladen. Unter bestimmten Bedingungen ist auch der Einsatz gegen See- oder Landziele möglich. Je nach Geschwindigkeit des anfliegenden Ziels und der daraus resultierenden „Begegnungszeit“ kann die Splitterzone des Gefechtskopfes in Richtung nach vorn, seitlich oder hinten variiert werden. Die Zündung erfolgt durch einen funkelektronischen Annäherungszünder, der eine voreingestellte Anzahl reflektierter Impulse empfangen hat. Die Vernichtung des Zieles selbst wird von den mit hoher Energie fliegenden Teilen der Splitterummantelung des Gefechtskopfes verursacht.
Die veralteten Radarsysteme sind heute durch ECM leicht zu stören. Es gibt modernisierte Varianten mit optischem Visier hoher Reichweite (Kamera) und räumlich verringerter Radarabtastung (Impulsbündelregime). Im Falle eines Luftangriffs mit Antiradarraketen (Anti-Radiation Missile, ARM) auf einen S-75-Komplex kann bei rechtzeitiger Ortung das Radar ausgeschaltet werden. Durch den zunehmenden Winkelfehler der anfliegenden ARM verringert sich deren Trefferwahrscheinlichkeit. Ebenso besteht mit entfernten einfachen Sendern die Möglichkeit, virtuelle SA-Ziele für die ARM zu simulieren. Die schon in der Luft befindlichen Raketen des S-75 können in der Zwischenzeit von benachbarten S-75-Leitstationen funktechnisch übernommen und weiterhin in das Ziel gelenkt werden. Aufgrund der ausschließlichen Ausstattung mit Röhrentechnik ist der ältere, nicht modernisierte Raketenkomplex durch einen EMP einer Kernexplosion nur äußerst kurz gestört und danach wieder einsatzbereit.

### Technische Daten
| S-75M Dwina                  | S-75M Dwina                                                     |
| ---------------------------- | --------------------------------------------------------------- |
| Typ                          | Ferngelenkte Flugabwehrrakete                                   |
| Leistung                     |                                                                 |
| Geschwindigkeit              | Mach 3 (1030 m/s)                                               |
| Bekämpfungsreichweite (max.) | 29 km                                                           |
| Bekämpfungsreichweite (min.) | 5 km                                                            |
| Bekämpfungshöhe (max.)       | 27 km                                                           |
| Bekämpfungshöhe (min.)       | 500 m                                                           |
| Vernichtungszone             | 5–35 km                                                         |
| Antrieb                      | PRD18-Feststoffbooster / S2711W-Flüssigkeitsrakete (Hauptstufe) |
| Schub                        | 27–50 t für 5 Sek. / 3,1 t für 25 Sek.                          |
| Gewicht                      |                                                                 |
| Gesamtmasse                  | 2287 kg                                                         |
| Gefechtskopf                 | 190 kg HTA-Sprengstoff                                          |
| Abmessungen                  |                                                                 |
| Länge                        | 10,72 m                                                         |
| Durchmesser (Rakete, max.)   | 0,5 m                                                           |

## Einsätze
Der erste erfolgreiche Einsatz fand 1959 statt. 1958 hatte die Sowjetunion fünf S-75-Batterien mit insgesamt 62 Raketen an die Volksrepublik China geliefert, die sich im Konflikt mit der Republik China befand. Die Luftstreitkräfte der Republik China setzten US-amerikanische RB-57D-Spionageflugzeuge zur Aufklärung über der Volksrepublik ein, wobei eines am 7. Oktober 1959 in 20 km Flughöhe von drei S-75-Raketen getroffen wurde. Die Umstände des Abschusses wurden jedoch verschleiert und der Abschuss offiziell chinesischen Jagdflugzeugen zugeschrieben, um die Existenz der S-75 in China zu verheimlichen.
International wurde das System S-75 so erst durch den Abschuss eines US-amerikanischen Spionageflugzeuges U-2 am 1. Mai 1960 über der Sowjetunion bekannt. Die Maschine von Francis Gary Powers wurde südlich Swerdlowsk abgeschossen, der Pilot überlebte und wurde gefangen genommen. Insgesamt wurden 14 Fla-Raketen abgefeuert, zusätzlich waren Jagdflugzeuge der Typen MiG-19 und Su-9 auf die U-2 angesetzt. Aufgrund fehlerhafter Kommunikation zur Jägerleitstelle traf eine der Raketen eine MiG-19, deren Pilot ums Leben kam. Die Amerikaner waren bis zu diesem Tag davon ausgegangen, dass die Operationshöhe der U-2 außerhalb der Reichweite sämtlicher Luftabwehrwaffen lag.
Am 5. September 1961 entdeckten US-amerikanische U-2-Aufklärungsflugzeuge bei Spionageflügen über Kuba sowjetische S-75-Stellungen. Während der Kubakrise wurde am 27. Oktober 1962 eine weitere U-2 mit einer S-75 abgeschossen. Der Pilot, Major Rudolf Anderson, kam ums Leben.

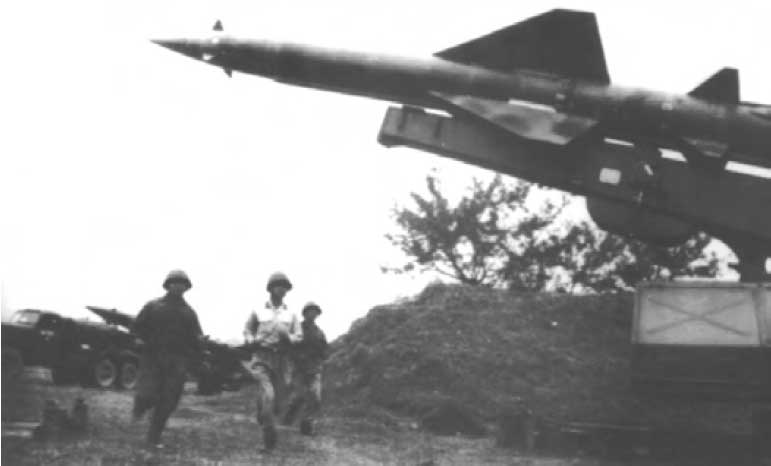
Nordvietnamesische S-75-Stellung

Im Vietnamkrieg setzte Nordvietnam ebenfalls die Flugabwehrrakete S-75 ein. Schon 1965 wurden kurz nach dem Beginn der US-Luftoffensive Operation Rolling Thunder die ersten Anlagen installiert. Obwohl US-amerikanische Aufklärer die Installationen ausmachen und identifizieren konnten, wurden diese nicht angegriffen, bis erste Verluste zu verzeichnen waren (erster Abschuss Juli 1965). Die S-75 war ein zentraler Bestandteil der integrierten nordvietnamesischen Luftverteidigung zur Bekämpfung hochfliegender Ziele. Auch John McCain, später US-amerikanischer Präsidentschaftskandidat, wurde im Oktober 1967 von einer S-75 abgeschossen. 1972 waren 65 S-75-Stellungen in Nordvietnam verteilt. Während der US-Operation Linebacker II im Dezember 1972, bei der die USA in elf Tagen rund 740 Angriffe mit B-52-Bombern und etwa 1200 Angriffe mit anderen Kampfflugzeugen auf die Städte Haiphong und Hanoi flogen, konnte die nordvietnamesische Luftverteidigung 15 B-52-Bomber und 10 sonstige Kampfflugzeuge mit S-75 abschießen.
Während des Jom-Kippur-Kriegs im Oktober 1973 war die S-75 ein wichtiger Schutz der ägyptischen Offensive gegen Angriffe israelischer Mirage- und Phantom-Kampfflugzeuge.

## Varianten

### HQ-1/2/3/4
Die Versionen HQ-1/2/3/4 sind chinesische Lizenzbauten der S-75.

### DF-7
Die Dongfeng DF-7 (auch M-7, Projekt 8610 oder CSS-8) ist eine ballistische Kurzstreckenrakete der Volksrepublik China. Die Reichweite beträgt 180 km, ihr Gefechtskopf wiegt zwischen 190 und 250 kg. Er kann konventionell, chemisch oder mit Streumunition bestückt sein. Die DF-7 wurde auf Basis der HQ-2 entwickelt, außer Dienst gestellte HQ-2 wurden zu DF-7 konvertiert.

### Prithvi
Die indische Kurzstreckenrakete Prithvi („Erde“) verwendet das Flüssigkeitstriebwerk der S-75 seit 1987. Es existieren drei Varianten mit Reichweite bis zu 350 km, außerdem diente sie als Oberstufe des ersten indischen Satellitenträgers 1992–1994.

## Nutzerstaaten

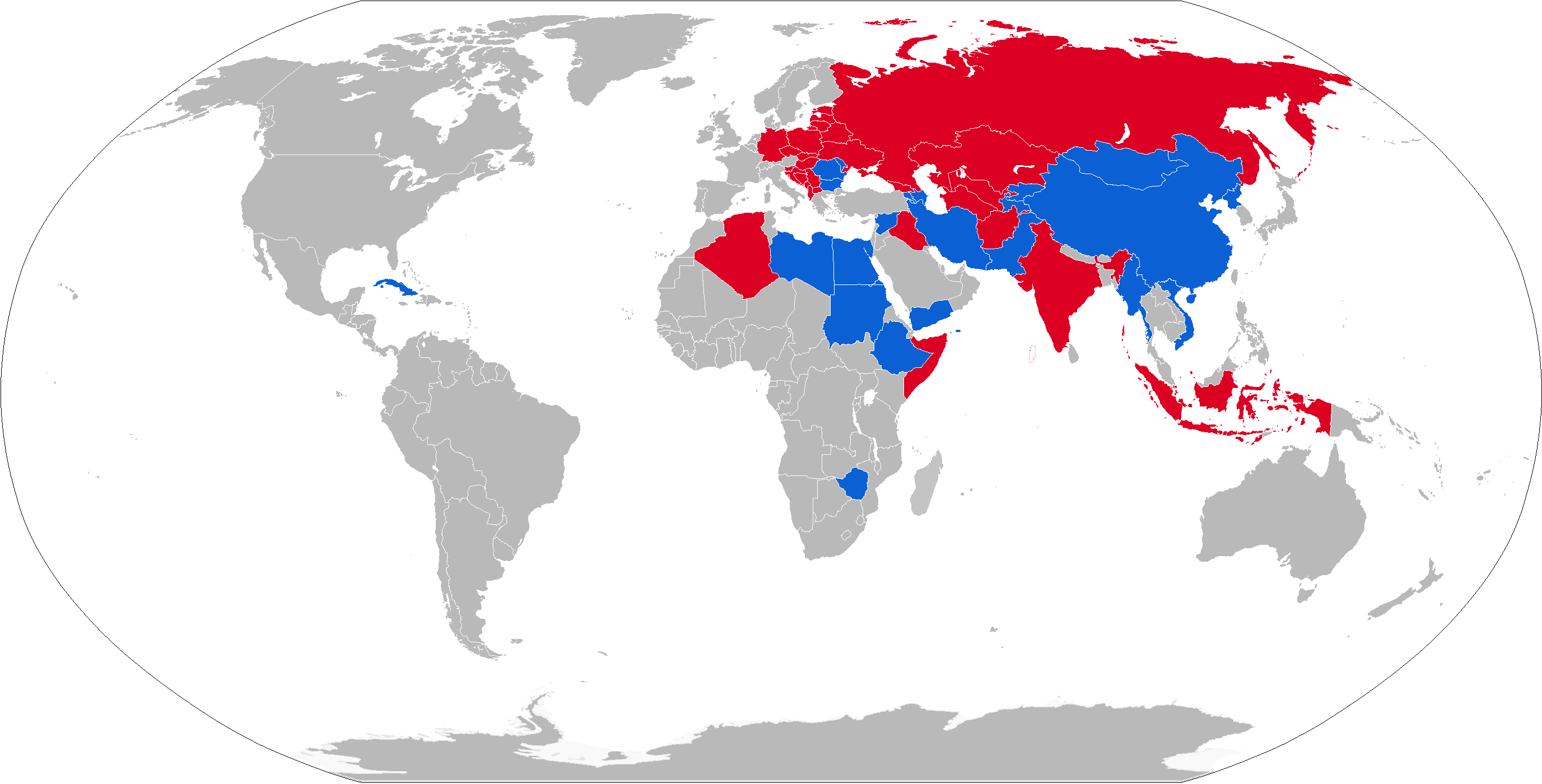
Derzeitige (blau) und frühere (rot) Nutzer des S-75-Systems

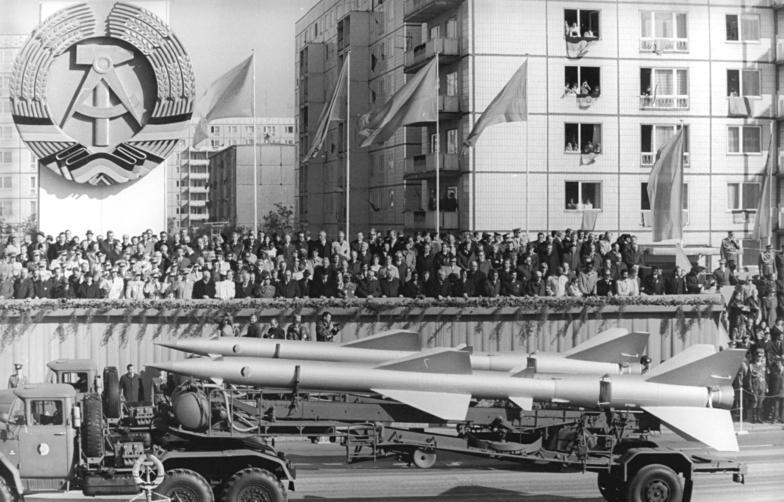
Truppenparade zum 30. Jahrestag der Gründung der DDR mit einer Formation Flugabwehrraketen vom Typ S-75, 1979

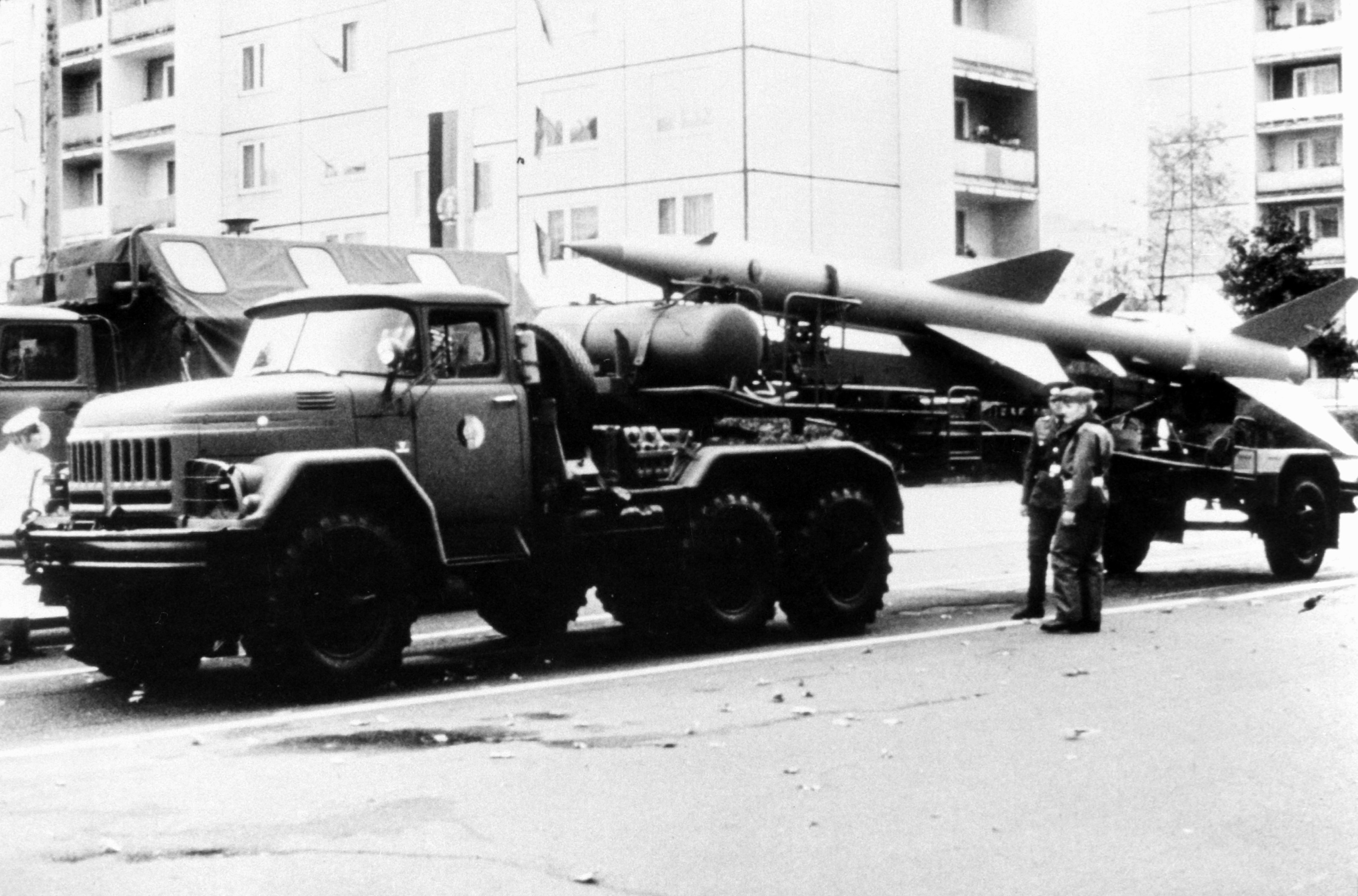
Truppenparade in der DDR mit einer S-75-Rakete der Fla-Raketentruppen, die von einem SIL-131-Lkw gezogen wird (1983)

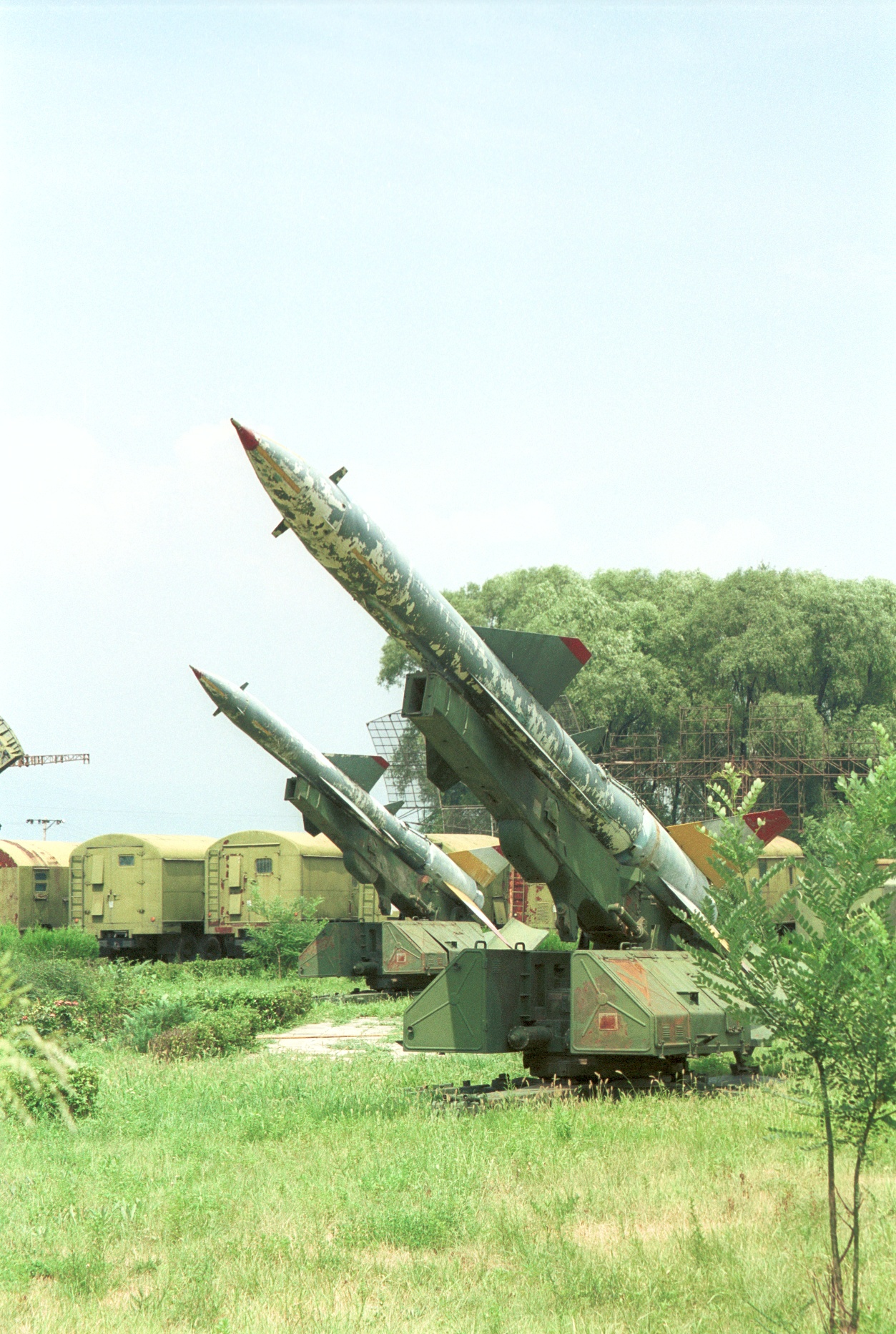
HQ-2 im chinesischen Luftfahrtmuseum Datang Shan

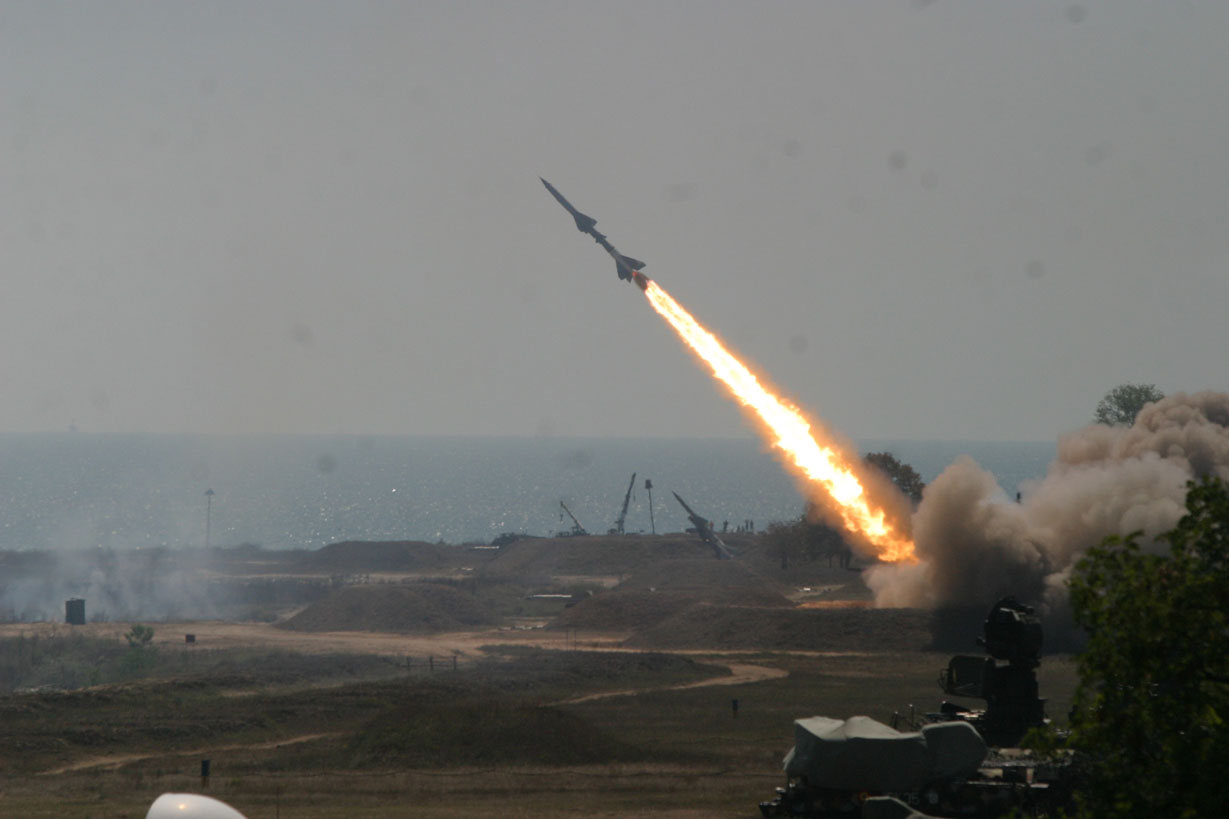
Rumänische S-75M3-Wolchow-Rakete beim Start in Capu Midia

In ehemaligen Staaten des Warschauer Pakts war der Komplex S-75 weit verbreitet und ist zum Teil bis heute dort zu finden, obwohl er technisch inzwischen veraltet ist. In der NVA der DDR gab es etwa 25 S-75-Systeme. Auch in der Luftwaffe von Nordkorea befinden sich noch immer viele, vermutlich modernisierte Komplexe im Dienst.

### Derzeitige Nutzer
- Aserbaidschan – 25
- Ägypten – 240, Tayer el-Sabah variant
- Bulgarien – 18
- Volksrepublik China – HQ-1/2/3/4
- Iran – mehr als 300 Starter, auch HQ-2J- und Sayyad-1A-Raketen werden verwendet
- Jemen
- Kirgisistan
- Kuba
- Libyen
- Mongolei
- Myanmar
- Nordkorea – ca. 270
- Pakistan – chinesische HQ-2B-Raketen im Dienst bei der pakistanischen Luftwaffe
- Rumänien
- Simbabwe
- Sudan – 700
- Syrien – 275
- Tadschikistan
- Turkmenistan
- Vietnam – 280

### Ehemalige Nutzer
- Afghanistan
- Albanien – 84 Starter
- Algerien
- Deutsche Demokratische Republik
- Georgien
- Indonesien
- Indien
- Jugoslawien – in den Nachfolgestaaten mittlerweile ausgemustert
- Irak
- Polen
- Russland – Zwischen 1991 und 1996 ausgemustert. Modernere Systeme werden verwendet. Verbliebene S-75-Raketen werden z. T. als Zieldrohnen verwendet
- Somalia – Status unklar
- Tschechoslowakei – 23
- Ungarn